# Triaxomera caucasiella
Triaxomera caucasiella is een vlinder uit de familie echte motten (Tineidae). De wetenschappelijke naam is voor het eerst geldig gepubliceerd in 1959 door Zagulajev.
De soort komt voor in Europa.